# Bad Mergentheim
Bad Mergentheim település Németországban, azon belül Baden-Württembergben, a Frankföldön. Lakosainak száma 24 752 fő (2023. december 31.). Bad Mergentheim Weikersheim, Igersheim, Lauda-Königshofen, Boxberg, Assamstadt, Dörzbach, Mulfingen és Niederstetten községekkel határos.

## Neve
Neve eredetileg Mergentheim, néha Mergenthal volt, helyi „fränkisch” dialektusban Märchedol. 1826-ban kezdték hasznosítani termálvizű gyógyforrásait. A település fürdővárossá fejlődött. 100 évvel később, 1926-ban nevét erre utalva Bad Mergentheim-re egészítették ki.

## Történelme
1526 és 1809 között Mergentheim a Német Lovagrend székvárosa, a nagymester székhelye volt. A Lovagrend Frankföldi Rendtartományához (Ballei Franken) tartozott, a mergentheimi kamarabirtok (Meistertum Mergentheim) jövedelmei fölött rendelkezett.
1809-ben a Württembergi Királysághoz csatolták. A mergentheimi közigazgatási körzet (Oberamt) székhelye lett. 1826-ban újra „felfedezték” és tudományosan felmérték az ókor óta ismert termálvizes gyógyforrásait.  1934-ben a Német Birodalom közigazgatási reformja keretében Mergentheim körzetet Mergentheim járássá (Kreis majd 1938-tól Landkreis) nevezték át.
1938. november 8-9-én a Kristályéjszaka pogromjai során lerombolták a város zsinagógáját, sok zsidó lakost elhurcoltak (úgymond „védőőrizetbe” vettek). 1945 után a város az amerikai megszállási zónába került, az amerikai katonai hatóságok a város peremén nagy menekülttábort létesítettek, ahol elsősorban a szovjet megszállás alá került Kelet-Poroszországból és Litvániából elmenekült és elűzött németek kaptak menedéket.
Az 1973. január 1-jén hatályba lépett közigazgatási reform keretében a Mergentheimi járást beolvasztották az új, összevont Majna-Tauber-járásba (Main-Tauber-Kreis), melynek székhelye Mergentheimből átkerült Tauberbischofsheimbe.

## Népessége
A település népessége az elmúlt években az alábbi módon változott:
| Lakosok száma | 19 895 | 23 064 | 23 502 | 23 704 | 24 247 | 24 564 | 24 752 |
|               | 1975   | 2015   | 2017   | 2019   | 2021   | 2022   | 2023   |

Történelmi neve Mergentheim, a Bad (fürdőhely) előnevet 1926-ban kapta.